# Южное небесное полушарие

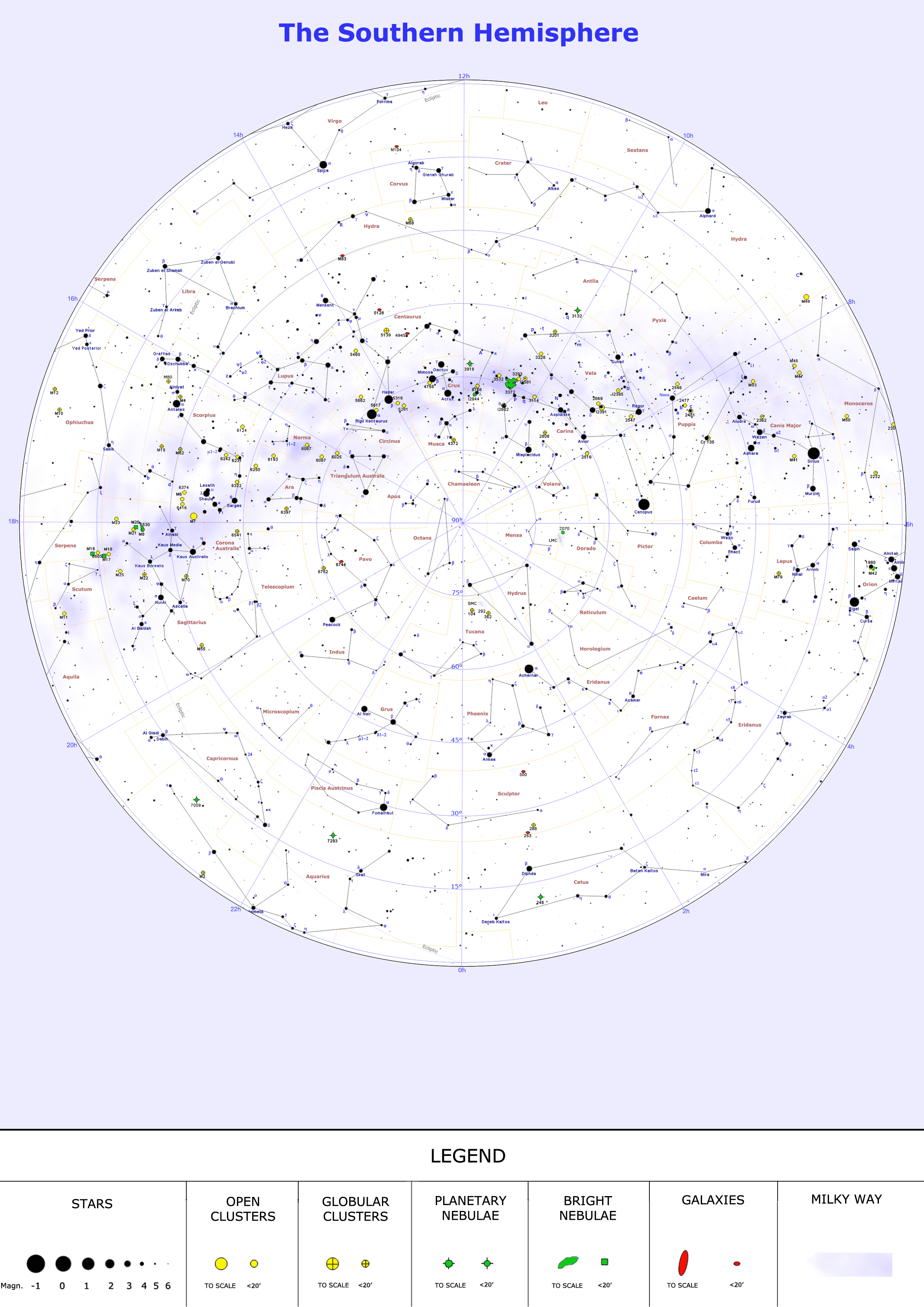
Карта звёздного неба всего южного небесного полушария с центром в южном полюсе мира

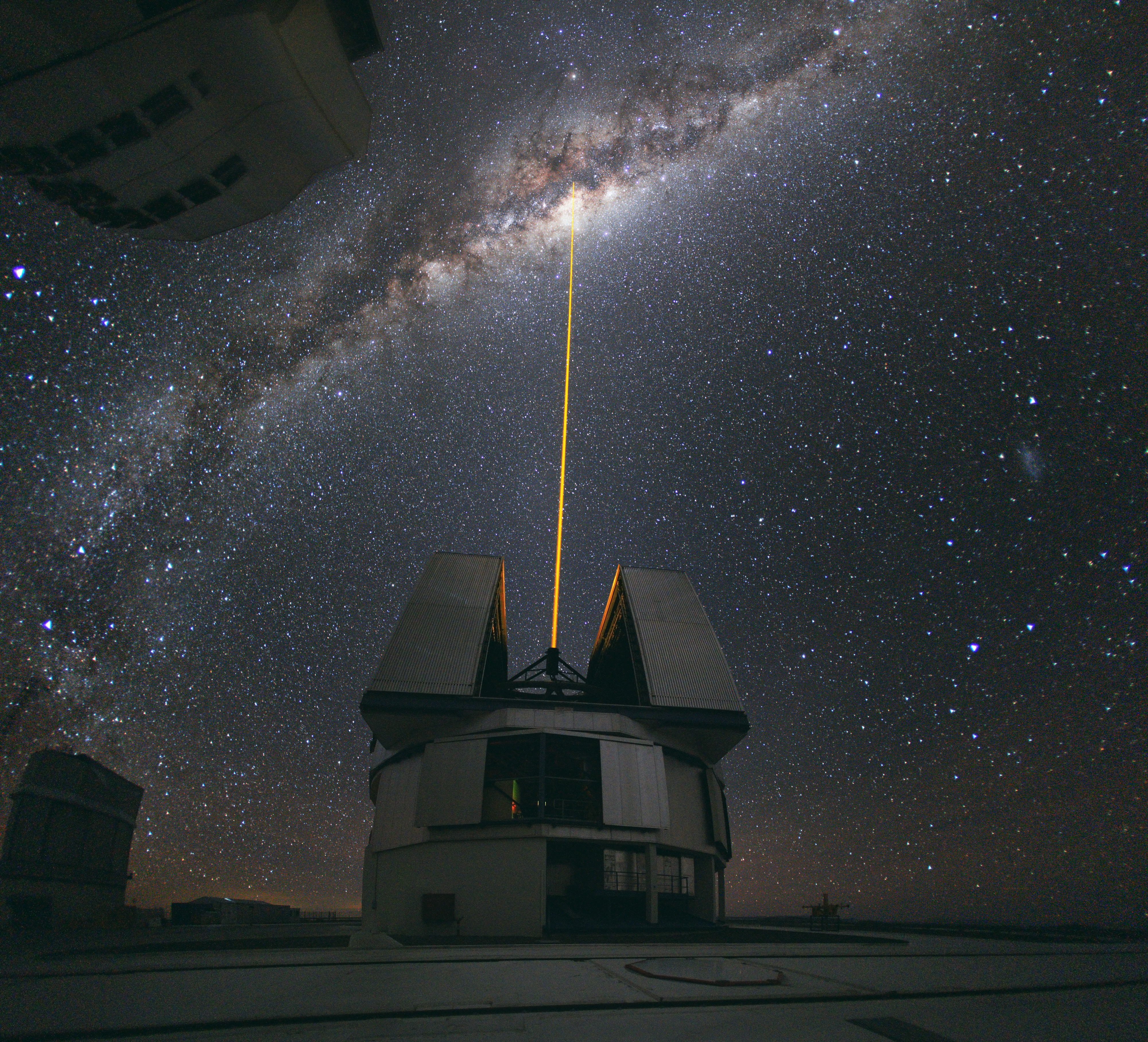
Центр Млечного Пути — наблюдается в Паранальской обсерватории в Чили

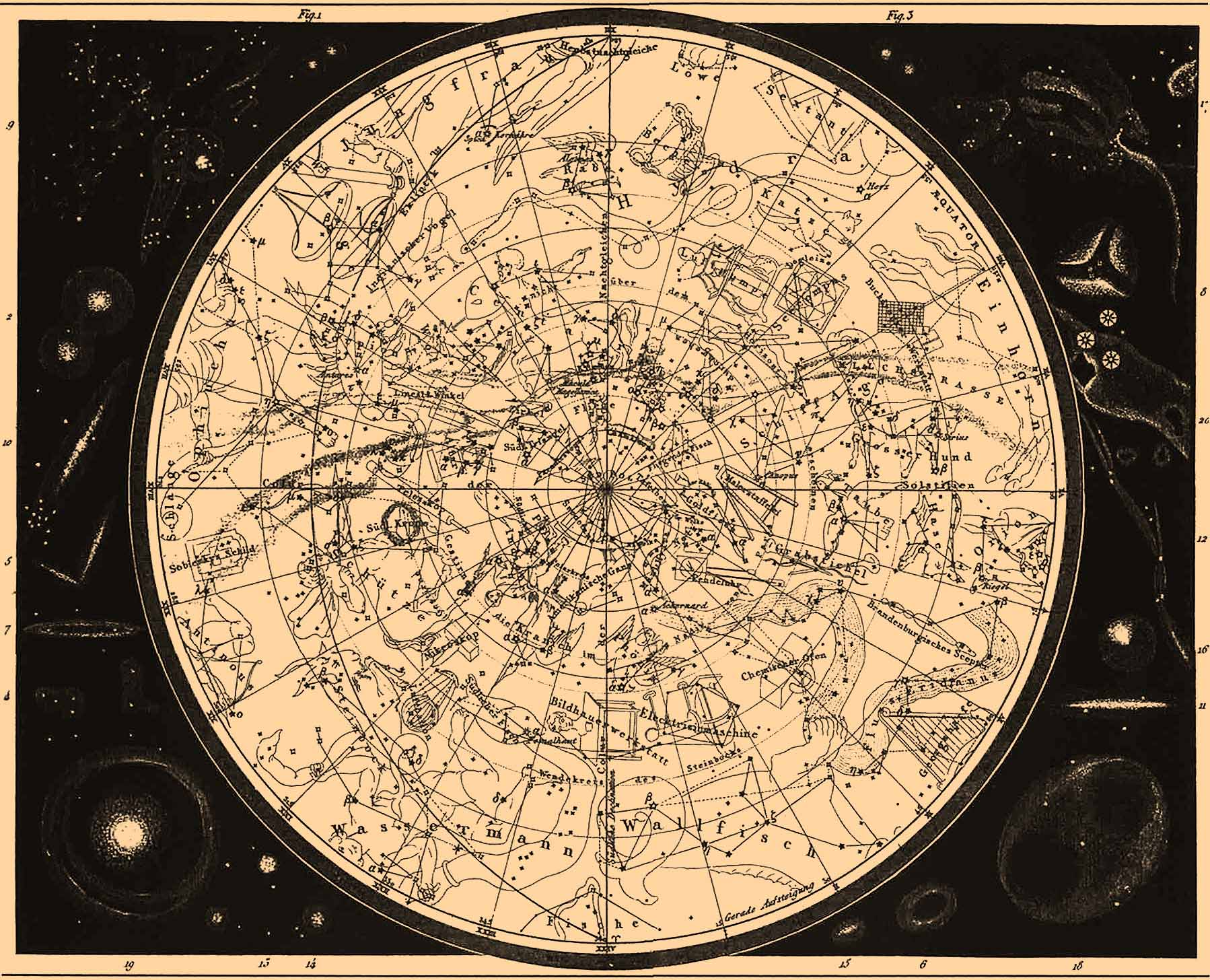
Иллюстрация из Брокгауза-Ефрона (1890—1907)

Южное небесное полушарие, также называемое Южным небом, является южной половиной небесной сферы; то есть лежит к югу от небесного экватора. 
В любой момент времени всё Южное небо видно с географического Южного полюса. Чем дальше на север от экватора Земли находится наблюдатель, тем меньшая часть этого полушария видна ему. Северный аналог — северное небесное полушарие.

## Астрономия
В контексте астрономических дискуссий или небесной картографии это небесное полушарие может также просто называться Южным полушарием.
Для построения карты звёздного неба астрономы могут представлять небо как внутреннюю часть сферы, разделённой на две половины небесным экватором. Следовательно, Южное небо или Южное полушарие — это половина небесной сферы, которая находится к югу от небесного экватора.
Даже если эта геоцентрическая модель представляет собой идеальную проекцию земного экватора на воображаемую небесную сферу, северное и южное небесные полушария не следует путать с полушариями самой Земли.